# Canton d'Allauch
Le canton d'Allauch est une circonscription électorale française située les Bouches-du-Rhône, dans l'arrondissement de Marseille.

## Histoire
Le canton d'Allauch a été créé en 1973.
Un nouveau découpage territorial des Bouches-du-Rhône entre en vigueur à l'occasion des élections départementales de mars 2015, défini par le décret du 27 février 2014, en application des lois du 17 mai 2013 (loi organique 2013-402 et loi 2013-403). Les conseillers départementaux sont, à compter de ces élections, élus au scrutin majoritaire binominal mixte. Les électeurs de chaque canton élisent au Conseil départemental, nouvelle appellation du Conseil général, deux membres de sexe différent, qui se présentent en binôme de candidats. Les conseillers départementaux sont élus pour 6 ans au scrutin binominal majoritaire à deux tours, l'accès au second tour nécessitant 12,5 % des inscrits au 1er tour. En outre la totalité des conseillers départementaux est renouvelée. Ce nouveau mode de scrutin nécessite un redécoupage des cantons dont le nombre est divisé par deux avec arrondi à l'unité impaire supérieure si ce nombre n'est pas entier impair, assorti de conditions de seuils minimaux. Dans les Bouches-du-Rhône, le nombre de cantons passe ainsi de 57 à 29. Le nombre de communes du canton d'Allauch passe de 2 à 10.
Le nouveau canton d'Allauch est formé de communes des anciens cantons d'Allauch (2 communes) et de Roquevaire (8 communes). Le canton est entièrement inclus dans l'arrondissement de Marseille. Le bureau centralisateur est situé à Allauch.

## Représentation

### Représentation avant 2015
| Période       | Période          | Identité         | Étiquette | Qualité |
| ------------- | ---------------- | ---------------- | --------- | --- |
| 1973          | 1985             | Jean Masse       | PS        | Employé Député (1962-1978) |
| 1985          | 1992             | Maurice Bertrand | RPR       | Maire de Plan-de-Cuques (1965-1989) |
| 1992          | 2008 (démission) | Roland Povinelli | PS        | Cadre administratif Suppléant du député Yves Vidal (1988-1993) puis du député Bernard Tapie (1993-1996) Sénateur des Bouches-du-Rhône (2008-2014) Maire d'Allauch (1975-2020) |
| décembre 2008 | 2015             | Richard Éouzan   | PS        | Cadre à la Sécurité sociale Adjoint au maire d'Allauch Vice-président du Conseil général                                                                                      |

### Représentation après 2015
| Période élective | Période élective | Mandat | Mandat   | Identité           | Nuance | Nuance | Qualité |
| ---------------- | ---------------- | ------ | -------- | ------------------ | ------ | ------ | --- |
| 2015             | 2021             | 2015   | 2021     | Bruno Genzana      |        | UDI    | Ancien conseiller général du Canton d'Aix-en-Provence-Centre (1994-2015) 11ème Vice-Président du Conseil départemental Conseiller régional de Provence-Alpes-Côte-d'Azur |
| 2015             | 2021             | 2015   | 2021     | Véronique Miquelly |        | LR     | Maire d'Auriol depuis 2020 Conseillère départementale déléguée |
| 2021             | 2028             | 2021   | en cours | Lionel de Cala     |        | LR     | Chargé de relations, maire d'Allauch depuis 2020 |
| 2021             | 2028             | 2021   | en cours | Véronique Miquelly |        | LR     | Conseillère sortante, 9ème Vice-Présidente du conseil départemental |

### Résultats détaillés

#### Élections de mars 2015
À l'issue du 1er tour des élections départementales de 2015, deux binômes sont en ballottage : José Gonzalez et Véronique Séguin (FN, 35,23 %) et  Bruno Genzana et Véronique Miquelly (Union de la Droite, 16,71 %). Le taux de participation est de 53,62 % (29 720 votants sur 55 430 inscrits) contre 48,55 % au niveau départemental et 50,17 % au niveau national.
Au second tour, Bruno Genzana et Véronique Miquelly  (Union de la Droite) sont élus avec 52,83 % des suffrages exprimés et un taux de participation de 52,95 % (13 957 voix pour 29 323 votants et 55 430 inscrits).

#### Élections de juin 2021
Le premier tour des élections départementales de 2021 est marqué par un très faible taux de participation (33,26 % au niveau national). Dans le canton d'Allauch, ce taux de participation est de 37,71 % (21 702 votants sur 57 553 inscrits) contre 32,44 % au niveau départemental. À l'issue de ce premier tour, deux binômes sont en ballottage : Lionel de Cala et Véronique Miquelly (Union au centre et à droite, 44,83 %) et José Gonzalez et Christine Ponnavoy (RN, 31,62 %).
Le second tour des élections est marqué une nouvelle fois par une abstention massive équivalente au premier tour. Les taux de participation sont de 34,3 % au niveau national, 35,52 % dans le département et 40,86 % dans le canton d'Allauch. Lionel de Cala et Véronique Miquelly (Union au centre et à droite) sont élus avec 65,82 % des suffrages exprimés (14 783 voix pour 23 521 votants et 57 567 inscrits),,. 

## Composition

### Composition avant 2015
| Nom                 | Code Insee | Codepostal | Superficie (km2) | Population (dernière pop. légale) | Densité (hab./km2) |
| ------------------- | ---------- | ---------- | ---------------- | --------------------------------- | ------------------ |
| Allauch (chef-lieu) | 13002      | 13190      | 50,30            | 19 521 (2010)                     | 388                |
| Plan-de-Cuques      | 13075      | 13380      | 8,52             | 10 917 (2010)                     | 1 281              |

### Composition à partir de 2015
Le nouveau canton d'Allauch comprend dix communes entières.
| Nom                             | Code Insee | Intercommunalité                   | Superficie (km2) | Population (dernière pop. légale) | Densité (hab./km2) | Modifier                                    |
| ------------------------------- | ---------- | ---------------------------------- | ---------------- | --------------------------------- | ------------------ | ------------------------------------------- |
| Allauch (bureau centralisateur) | 13002      | Métropole d'Aix-Marseille-Provence | 50,30            | 21 404 (2022)                     | 426                | modifier les données · modifier les données |
| Auriol                          | 13007      | Métropole d'Aix-Marseille-Provence | 44,64            | 12 986 (2022)                     | 291                | modifier les données · modifier les données |
| Belcodène                       | 13013      | Métropole d'Aix-Marseille-Provence | 12,97            | 1 978 (2022)                      | 153                | modifier les données · modifier les données |
| La Bouilladisse                 | 13016      | Métropole d'Aix-Marseille-Provence | 12,61            | 6 447 (2022)                      | 511                | modifier les données · modifier les données |
| Cadolive                        | 13020      | Métropole d'Aix-Marseille-Provence | 4,18             | 2 219 (2022)                      | 531                | modifier les données · modifier les données |
| La Destrousse                   | 13031      | Métropole d'Aix-Marseille-Provence | 2,93             | 4 023 (2022)                      | 1 373              | modifier les données · modifier les données |
| Gréasque                        | 13046      | Métropole d'Aix-Marseille-Provence | 6,15             | 4 469 (2022)                      | 727                | modifier les données · modifier les données |
| Peypin                          | 13073      | Métropole d'Aix-Marseille-Provence | 13,35            | 5 612 (2022)                      | 420                | modifier les données · modifier les données |
| Plan-de-Cuques                  | 13075      | Métropole d'Aix-Marseille-Provence | 8,52             | 11 504 (2022)                     | 1 350              | modifier les données · modifier les données |
| Saint-Savournin                 | 13101      | Métropole d'Aix-Marseille-Provence | 5,89             | 3 449 (2022)                      | 586                | modifier les données · modifier les données |
| Canton d'Allauch                | 1303       |                                    | 161,54           | 74 091 (2022)                     | 459                | modifier les données                        |

## Démographie

### Démographie avant 2015
| 1975   | 1982   | 1990   | 1999   | 2006   | 2011   | 2012   |
| ------ | ------ | ------ | ------ | ------ | ------ | ------ |
| 17 041 | 21 638 | 25 939 | 29 410 | 29 593 | 31 217 | 31 586 |

### Démographie depuis 2015
En 2022, le canton comptait 74 091 habitants, en évolution de +6,39 % par rapport à 2016 (Bouches-du-Rhône : +2,48 %, France hors Mayotte : +2,11 %).
| 2013   | 2018   | 2022   |
| ------ | ------ | ------ |
| 69 152 | 72 388 | 74 091 |